# Halve marathon van Gent
De Runner's Lab Halve Marathon Gent (in 2024 onder de naam Bashir's run) is een halve marathon die sinds 2021 jaarlijks in Gentbrugge wordt georganiseerd. De wedstrijd gold van 2022 tot 2024 ook als het Belgisch kampioenschap op de afstand. De wedstrijd is verschillend van de halve marathon die gelopen wordt tijdens de marathon van Gent.
De wedstrijd werd in 2023 gewonnen door Bashir Abdi met een Belgisch record. Er is ook een wheeler wedstrijd, die in 2024 ook in een nationaal record werd gewonnen door Johannes Balbaert.

## Uitslagen[4]
| Datum         | Atleet           | Nationaliteit | Tijd    | Atlete            | Nationaliteit | Tijd    |
| ------------- | ---------------- | ------------- | ------- | ----------------- | ------------- | ------- |
| 13 juni 2021  | Bashir Abdi      | België        | 1:00.30 | Karen Van Proeyen | België        | 1:15.52 |
| 13 maart 2022 | Victor Kiplangat | Oeganda       | 1:00.11 | Viola Chepngeno   | Kenia         | 1:07.25 |
| 12 maart 2023 | Bashir Abdi      | België        | 59.51   | Shamila Kipsiror  | Kenia         | 1:07.53 |
| 10 maart 2024 | Evans Kipkorir   | Kenia         | 59.59   | Judy Kemboi       | Kenia         | 1:06.34 |

### Parcoursrecords
- Mannen: Bashir Abdi 59.51 (2023)
- Vrouwen: Viola Chepngeno 1:07.25 (2022)

### Belgische kampioenschappen halve marathon
| Datum      | Atleet          | Tijd    | Atlete              | Tijd    |
| ---------- | --------------- | ------- | ------------------- | ------- |
| 13/03/2022 | Koen Naert      | 1:03.41 | Hanna Vandenbussche | 1:13.47 |
| 12/03/2023 | Bashir Abdi     | 59.51   | Hanne Verbruggen    | 1:12.28 |
| 10/03/2024 | Dorian Boulvin* | 1:01.25 | Juliette Thomas     | 1:09.48 |

*Simon Debognies was in 2024 de eerste Belg, maar omdat hij zich niet had ingeschreven voor het BK werd Boulvin Belgisch kampioen.

## Uitslagen wheelers
| Datum         | atleet            | nationaliteit | tijd    | atlete       | nationaliteit | tijd    |
| ------------- | ----------------- | ------------- | ------- | ------------ | ------------- | ------- |
| 13 maart 2022 | Ward D'Hulster    | België        | 1:09.34 | Cecile Goens | België        | 1:11.43 |
| 12 maart 2023 | Johannes Balbaert | België        | 1:12.12 | Anke Iskate  | België        | 1:24.15 |
| 10 maart 2024 | Johannes Balbaert | België        | 58.29   | Ella Dubus   | België        | 1:52.16 |